# Plumoo
Plumoo est un personnage et une série de bande dessinée, par Michel Douay. Plumoo est un petit indien farceur, ses aventures humoristiques paraissent en gags d'une page dans J2 Jeunes de 1966 à 1970, dans Formule 1 de 1975 à 1977, dans Super As en 1980.

## Historique et description

### L'auteur
L'auteur, Michel Douay, réalise le scénario et les dessins de cette série. 
Selon Henri Filippini, il exerce une remarquable économie de moyens, avec peu de textes et de paroles, et met en œuvre un graphisme clair. Il « fait rire dans des gags simples et directs » et avec « surtout une grande gentillesse ». 

### Le personnage, ses gags
Plumoo est un petit indien naïf, généralement muet, habillé en jaune ; ses gags paraissent en une page, souvent en dernière de couverture. Il occupe ainsi pendant longtemps la dernière page de Formule 1.
Il porte deux plumes sur la tête, a un un nez en forme de bec qui prend tout le visage et a des grands pieds.
Ce petit indien fréquente alternativement son campement, et la ville des visages-pâles. Il aime faire des farces à tous.
Les aventures de Plumoo sont « souvent comiques, parfois tragiques ».

### Historique de la série
Ces aventures sont publiées dans les revues pour la jeunesse J2 Jeunes, Formule 1, Super As,. Elles paraissent ensuite en albums à partir de 1981.
Ce petit indien « fait sourire des milliers de lecteurs à l'époque ». 
Claude Moliterni cite Plumoo comme l'une des deux séries emblématiques de Formule 1.

## Publication
Plumoo paraît successivement dans :
- J2 Jeunes de 1966 à 1970[4] ;
- Formule 1 de 1972 à 1976[4] ;
- Super As en 1980[5].

Ses aventures sont publiées en album à partir de 1981 :
- L'Amérique de Plumoo, 1981, format 21x29, relié, quadrichromie[3].